# Defecto angular

Pequeño dodecaedro estrellado: un poliedro no convexo que presenta doce vértices convexos con defecto angular positivo

En geometría, el término defecto angular (también denominado déficit o deficiencia angular) hace referencia a la propiedad de un conjunto de ángulos de sumar una cantidad distinta a la esperada de 360° o de 180° cuando ángulos homólogos sí lo harían en el plano euclídeo. La noción opuesta es el exceso. 
Clásicamente, el defecto angular surge de dos maneras: 
- El defecto de los ángulos de las caras concurrentes en un vértice de un poliedro
- El defecto de los ángulos de un triángulo hiperbólico

y el exceso también surge de dos maneras: 
- El exceso de los ángulos de las caras concurrentes en un vértice de un poliedro toroidal
- El exceso de los ángulos de un triángulo esférico

En el plano euclídeo, los ángulos alrededor de un punto suman 360°, mientras que los ángulos interiores en un triángulo suman 180° (de manera equivalente, los ángulos exteriores suman 360°). Sin embargo, en un poliedro convexo, los ángulos en un vértice suman menos de 360°, en un triángulo esférico los ángulos interiores siempre suman más de 180° (los ángulos exteriores suman menos de 360°), y los ángulos en un triángulo hiperbólico siempre suman menos de 180° (los ángulos exteriores suman más de 360°). 
En términos modernos, el defecto en un vértice o en un triángulo (con un signo menos) es precisamente la curvatura en ese punto o el total (integrado) sobre el triángulo, según lo establecido por el teorema de Gauss-Bonnet. 

## Defecto en un vértice
Para un poliedro, el defecto en un vértice es igual a 2π menos la suma de todos los ángulos en el vértice (incluyendo todas las caras convergentes en el vértice). Si un poliedro es convexo, entonces el defecto de cada vértice es siempre positivo. Si la suma de los ángulos excede un giro completo, como ocurre en algunos vértices de muchos poliedros no convexos, entonces el defecto es negativo. 
El concepto de defecto se extiende a dimensiones más altas como la cantidad por la que la suma de los ángulos diedros de las caras concurrentes en un vértice no alcanza un círculo completo.

## Ejemplos
El defecto de cualquiera de los vértices de un dodecaedro regular (en el que tres pentágonos regulares se encuentran en cada vértice) es 36°, o π/5 radianes, o 1/10 de un círculo. Cada uno de los ángulos mide 108°; y tres de estos ángulos se encuentran en cada vértice, por lo que el defecto es 360° - (108° + 108° + 108°) = 36°. 
Se puede seguir el mismo procedimiento para los otros sólidos platónicos: 
| Forma      | Número de vértices | Polígonos concurrentes en cada vértice | Defecto en cada vértice                        | Defecto total                           |
| ---------- | ------------------ | -------------------------------------- | ---------------------------------------------- | --------------------------------------- |
| Tetraedro  | 4                  | Tres triángulos equiláteros            | {\displaystyle \pi \ \ (180^{\circ })}         | {\displaystyle 4\pi \ \ (720^{\circ })} |
| Octaedro   | 6                  | Cuatro triángulos equiláteros          | {\displaystyle {2\pi \over 3}\ (120^{\circ })} | {\displaystyle 4\pi \ \ (720^{\circ })} |
| Cubo       | 8                  | Tres cuadrados                         | {\displaystyle {\pi \over 2}\ \ (90^{\circ })} | {\displaystyle 4\pi \ \ (720^{\circ })} |
| Icosaedro  | 12                 | Cinco triángulos equiláteros           | {\displaystyle {\pi \over 3}\ \ (60^{\circ })} | {\displaystyle 4\pi \ \ (720^{\circ })} |
| Dodecaedro | 20                 | Tres pentágonos regulares              | {\displaystyle {\pi \over 5}\ \ (36^{\circ })} | {\displaystyle 4\pi \ \ (720^{\circ })} |

## Teorema de Descartes
El teorema de Descartes sobre el "defecto total" de un poliedro establece que si el poliedro es homeomorfo a una esfera (es decir, topológicamente equivalente a una esfera, de modo que puede deformarse para acomodarse sobre una esfera estirándose sin romperse), el "defecto total", es decir, la suma de los defectos de todos los vértices, es dos círculos completos (o 720° o 4π radianes). El poliedro no necesita ser convexo.
Una generalización dice que el número de círculos en el defecto total es igual a la característica de Euler del poliedro. Este es un caso especial del teorema de Gauss-Bonnet, que relaciona la integral de la curvatura gaussiana con la característica de Euler. Aquí la curvatura gaussiana se concentra en los vértices: en las caras y bordes, la curvatura gaussiana es cero y la integral de la curvatura gaussiana en un vértice es igual al defecto angular en ese punto. 
Esto se puede usar para calcular el número V de vértices de un poliedro sumando los ángulos de todas las caras y sumando el defecto total. Este total tendrá un círculo completo para cada vértice en el poliedro. Se debe tener cuidado al usar la característica de Euler correcta para el poliedro. 
El teorema de singularidad de Alexandrov da una respuesta a esta cuestión, demostrando que un espacio métrico que es localmente euclídeo, excepto por un número finito de puntos de defecto angular positivo, que se suma a 4π, se puede concretar de una manera única como la superficie de un poliedro convexo.

## Defectos positivos en figuras no convexas
|  |  |

Es tentador pensar que cada poliedro no convexo debe tener algunos vértices cuyo defecto es negativo, pero este no tiene por qué ser el caso. Dos contraejemplos a esta afirmación son el pequeño dodecaedro estrellado y el gran dodecaedro estrellado, que tienen doce vértices convexos, cada uno con defectos positivos. 
Un contraejemplo de un poliedro que no se interseca consigo mismo es proporcionado por un cubo en el que una cara es reemplazada por una pirámide cuadrada: esta pirámide cuadrada alargada es convexa y los defectos en cada vértice son positivos. Ahora considérese el mismo cubo pero con la pirámide cuadrada entrando en el cubo: esta figura es cóncava, pero los defectos siguen siendo los mismos y todos son positivos. 
El defecto negativo indica que el vértice se asemeja a un punto de silla de montar, mientras que el defecto positivo indica que el vértice se asemeja a un máximo o mínimo local.